# 莫奥纳克
莫奥纳克（Moonak），是印度旁遮普邦Sangrur县的一个城镇。总人口14928（2001年）。

## 人口
该地2001年总人口14928人，其中男性7967人，女性6961人；0—6岁人口2335人，其中男1319人，女1016人；识字率51.99%，其中男性为58.06%，女性为45.04%。